# Ralph Johnson
Ralph Johnson, né le 4 juillet 1951 à Los Angeles, est un auteur-compositeur-interprète, batteur, percussionniste, claviériste et producteur américain. Il est notamment connu comme étant un membre du groupe Earth, Wind and Fire,.

## Discographie

### En collaboration
- 1978 – Blue Magic (en) : Message from the Magic (batterie)[3]
- 1981 – Stanley Turrentine : Tender Togetherness (percussion)[4]
- 1984 – The Temptations : Treat Her Like a Lady (single) (coproducteur)[5]
- 2001 – Jay-Z a échantillonné une chanson co-écrite par Ralph Johnson intitulée Sounds Like a Love Song dans le titre Song Cry, qui est parue sur son premier album The Blueprint.
- 2003 – Audio Caviar : Transoceanic (album) (interprète, percussion, batteur, co-arrangeur, co-auteur et coproducteur)[6]
- 2008 – Howard Hewett (en), Howard Hewett Christmas (production, batterie, personnel général)
- 2014 – Johnson et Siedah Garrett : Have A Very Merry Christmas (co-auteur et interprète)[7].
- 2016 – Nathan East : Serpentine Fire (artiste vedette, chant)[8]
- 2017 – Nathan East : Reverence (artiste vedette, percussion)[9]
- 2019 – Johnson : Co-Swagit (Everything's Cool) (auteur, interprète)[10]
- 2020 – Meghan Trainor : Holidays de son album A Very Trainor Christmas (compositeur, percussion)
- 2020 – Drake : When to Say When (compositeur)[11]
- 2020 – Ralph Johnson et Eric Clayton : Smooth and You (coauteur et coproducteur)